# Жан Тібері
Жан Тібері (фр. Jean Tiberi; 30 січня 1935, Париж — 27 травня 2025) — французький політик, мер Парижа в 1995—2001 роках.

## Життєпис
Народився в Парижі. Походить з родини корсиканців. Закінчив коледж Сен-Барб та аспірантуру з юриспруденції, працював суддею в Бове. З 1965 року зайнявся політикою, в 1968 році став депутатом Національних зборів, зайнявши місце Рене Капітана, який був призначений міністром юстиції. Був переобраний на парламентських виборах 1973 року, і був депутатом Національних зборів до початку 1976 року, коли він був призначений в уряд в якості держсекретаря, який курував харчову промисловість, і пропрацював на цій посаді до серпня 1976, після чого на додаткових виборах в листопаді 1976 року повернув собі мандат депутата Національних зборів. З цього моменту Тібері балотувався в депутати Національних зборів на всіх парламентських виборах і незмінно переобирався. Таким чином, Тібері є одним з «політичних довгожителів» Франції — він був депутатом Національних зборів 10 термінів, в загальному 44 роки.
З березня 1983 року по травень 1995 року Тібері був мером 5-го округу Парижа, і з цієї посади пішов після обрання мером Парижа в 1995 році. Після перебування на посаді мера Парижа, Тібері в 2001 році знову був обраний мером 5-го округу, в 2008 році переобраний і займає цю посаду в даний час. З 2012 року не балотується до Національних зборів.

### Особисте життя
Одружений з Ксав'єр Тібері (Ксав'єр Казанова), у них є син Домінік. Навколо подружжя Тібері неодноразово виникали скандали, пов'язані з обвинуваченнями в корупції, фальсифікацією виборів і незаконним зберіганням зброї.